# 2005 új világörökségi helyszínei
Az UNESCO Világörökség Bizottsága a 2005. június 28. és július 7. között Durbanban megtartott 29. ülésszakán az alábbi helyszíneket nyilvánította a világörökség részévé:
| | Berat és Gjirokastra történelmi központjai |
| Albánia |                                            |
| Kulturális (II)(IV) |                                            |
| Védett terület: 58,9 ha, puffer zóna: 136,2 ha, hivatkozás: 569 |                                            |
| A dél-albániai Drino folyó völgyében fekvő Gjirokastra, valamint Berat városa a balkáni régió oszmán kulturális örökségének fontos helyszínei. Berat területe már évezredekkel ezelőtt is lakott volt. Ma is látható várának nagy része a 13. században épült. A vár területén számos 13. századi bizánci templomot és oszmán kori mecsetet emeltek. A Gjirokastra központjában álló citadellát szintén a 13. században építették, és már a 14. században gazdag földbirtokok alakultak ki a közvetlen közelében. A város fénykorát a 17. században élte, ekkor épült ki a citadellától északra a bazár. A városban több úgynevezett toronyszerű épület, kulla is található. Tágas földszintjükön üzleteket vagy műhelyeket rendeztek be, első emeletüket hidegben, a másodikat melegben lakták. A kullaépítészet a 17. században alakult ki, de a ma is látható házak egy része 19. századi. A belső felületeket, főleg a vendégek fogadására szánt helyiségekben gazdagon, virágmintákkal díszítették. |                                            |

| | Kalaat al-Bahrein régészeti lelőhelye |
| Bahrein |                                       |
| Kulturális (II)(III)(IV) |                                       |
| Védett terület: 70,4 ha, puffer zóna: 1 311,8 ha, hivatkozás: 1192 |                                       |
| A sziget északi csücskében fekvő 16 hektáros lelőhely i. e. 2300 és az i. sz. 16. század között folyamatosan lakott település volt. A ma is látható romok egy tipikus tellt alkotnak, ami az egykori épületek egymásra rakott rétegeiből kialakult dombot jelent. A domb magassága megközelíti a 12 métert. Legkorábbi rétegei, amelyeknek eddig körülbelül az egynegyedét tárták fel egy dilmun nevű bronzkori civilizáció fővárosához köthetők, ami Bahrein szigetét és az arab szárazföld egyes területeit foglalta magába. A hely feltárása előtt a civilizáció anyagi kultúrája ismeretlen volt, csak sumer eredetű források utaltak a létezésére. Az ásatások során lakó-, köz-, kereskedelmi, vallási és hadi épületek maradványai kerültek elő. Várost i. e. 1450 körül egy meglepően tartós fallal vették körül, amelyet körülbelül i. e. 500-ig használták védelmi célokra, majd később romjaira lakóházakat építettek. A leletek bizonyítják, hogy a hely évszázadokon keresztül jelentős kereskedelmi központ volt, feltehetően a legfontosabb a Mezopotámiát az Indus-völggyel összekötő útvonalon. Az egykor virágzó várost a 16. században hagyták el lakói, amikor a településhez vezető csatorna eliszaposodott. A domb tetejére portugál hódítók egy erődöt építettek. |                                       |

| | Plantin–Moretus Múzeum |
| Belgium |                        |
| Kulturális (I)(III)(IV)(VI) |                        |
| Védett terület: 0,23 ha, puffer zóna: 184,1 ha, hivatkozás: 1185 |                        |
| Az antwerpeni Plantin–Moretus Múzeum a két híres nyomdász, Christoffel Plantin és Jan Moretus emlékét őrzi a hajdani Plantin-nyomda épületében. Ez az egyetlen fennmaradt nyomda a reneszánsz és barokk korból. Plantin a 16. század egyik legjelentősebb könyvkiadója és a humanizmus meghatározó alakja volt. Antwerpeni vállalata szorosan kapcsolódik a tipográfia kialakulásához és elterjedéséhez. A nyomdában a 16. század második felében több mint 2450 könyvet adtak ki, évente átlagosan 57 könyv jelent meg. A városban, amely Velence és Párizs mellett az európai nyomdászat harmadik központja volt a 16. század közepén 140 nyomdász, könyvkiadó és kereskedő tevékenykedett. A nyomdában körülbelül nyolcvanan dolgoztak és egészen 1867-ig családi tulajdonban maradt. A nyomdaépület komoly építészeti emlék, a világörökségi helyszínhez ezen kívül hozzá tartozik a különböző korokból származó berendezés, a régi nyomdafelszerelések óriási gyűjteménye, egy könyvtár, értékes műtárgyak (köztük egy Rubens-festmény), lakószobák, műhelyek és körülbelül 15 000 nyomódúc. |                        |

| | Mostar óvárosa az Öreg-híddal |
| Bosznia-Hercegovina |                               |
| Kulturális (VI) |                               |
| Védett terület: 7,6 ha, puffer zóna: 47,6 ha, hivatkozás: 946 |                               |
| Mostar történelmi központja a Neretva folyó völgyében terül el és már a történelmi előtti időkben lakott volt. A hely az Adriai-tenger és a szárazföld belsejében lévő ásványkincsek közötti kereskedelmi útvonal egyik fontos állomása. A Római Birodalom korából is tártak itt fel leleteket, később a korai középkorban, az 5. és a 6. században templomokat alapítottak a területen. Mai nevén legkorábban 1474-ben említik. 1468-ban török uralom alá került és a helyi adminisztráció székhelye lett. Határváros volt, védelmi célokat is ellátott ezért a 16. században erődítményeket építettek és ekkor készült el az Öreg-híd is a híres építész Szinán tervei alapján. Vallási és középületeket (szökőkutakat, iskolákat, fogadókat, kereskedőházakat, boltokat, raktárakat és műhelyeket) is emeltek, valamint utakat építettek. Az 1990-es évek háborús eseményei után a kettészakadt városban 1998-ban kezdték meg az újjáépítést nemzetközi segítséggel az Európai Unió irányítása alatt. Az 1993 novemberében összedőlt, a város jelképének számító Öreg-hidat 1998 és 2004 között építették újjá, azóta a megbékélés az együttműködés, a különböző kultúrájú, etnikumú és vallású közösségek egymás mellett élésének a jelképe. |                               |

| | Humberstone és Santa Laura Salétrom Művek |
| Chile |                                           |
| A veszélyeztetett világörökségi helyszínek listáján volt 2005 és 2019 között |                                           |
| Kulturális (II)(III)(IV) |                                           |
| Védett terület: 573,4 ha, puffer zóna: 1826,4 ha, hivatkozás: 1178 |                                           |
| A Humberstone és Santa Laura Salétrom Művek több mint kétszáz gyárat foglalnak magukba Észak-Chilében a Parti-Kordillerák és a Magas-Kordillerák közti medencében. Itt terülnek el a világ legnagyobb salétrommezői ahonnan a kitermelt salétrom nagy részét exportálták. Az iparág 1880 és 1940 között élte virágkorát, amikor az innen származó alapanyagból gyártott műtrágya nagymértékben átalakította Európa és Amerika mezőgazdaságát. 1940 után a mesterséges salétrom elterjedésekor a terület elvesztette jelentőségét. Az itt dolgozó munkások Peruból, Bolíviából és Chiléből érkeztek, városokba tömörültek és kialakították egyedi, úgynevezett pampinos kultúrájukat, ami nyelvükben. kreativitásukban és összetartásukban nyilvánult meg. A rendkívül rossz élet- és munkakörülmények arra ösztönözték az itt élőket, hogy harcoljanak a társadalmi igazságtalanságok ellen, és ez nagy hatással volt az ország társadalomtörténetére is. Az időjárás romboló hatása és a fosztogatások miatt a mára már elhagyatott gyártelepek romos állapotban vannak és teljesen lakatlanok. A helyszín az épületek romos állapota és a fosztogatások miatt 2005-ben felkerült a Veszélyeztetett világörökségi helyszínek listájára. Később, az UNESCO Világörökség Bizottsága 43. ülésszakán (2019. június 30. – július 10.) törölték a listáról. |                                           |

| | Vredefort-kráter |
| Dél-afrikai Köztársaság |                  |
| Természeti (VIII) |                  |
| Védett terület: 30 000 ha, hivatkozás: 1162 |                  |
| A Johannesburgtól körülbelül 120 kilométerre található megközelítőleg 2 milliárd éve keletkezett Vredefort-kráter a világ legnagyobb és legrégebbinek tartott meteorbecsapódás okozta krátere. A meteorit méretét nehéz meghatározni, de 10 km átmérőjűre becsülik, ami ütközéskor és 40 km mély és 100 km széles mélyedést robbantott ki, ami nem sokkal később összeomlott. A levegőből is jól látható félkör alakú képződmény falát az ütközéskor kiszakadó anyag hozta létre. Vredefort különösen fontos helyszíne a hasonló jelenségek tanulmányozásának, mivel a viharok és az erózió idővel elegyengeti a terepet, ezért az ilyen kráterek felismerése nehézkes. Az 1990-es évekig a Vredefort-krátert is egy vulkánkitörés nyomának hitték, de olyan, csak mélyebben húzódó rétegekben lévő anyagokat is találtak a felszínhez közel, ami becsapódásra utal. A területen nagy mennyiségben találhatók jó minőségű ásványi anyagok és ez a platinacsoporthoz tartozó nemesfémek leggazdagabb lelőhelye. |                  |

| | Bálna-völgy |
| Egyiptom |             |
| Természeti (VIII) |             |
| Védett terület:20 015 ha, puffer zóna: 5 885 ha, hivatkozás: 1186 |             |
| A Vádi el-Hitan, a Bálna-völgy a Nyugati sivatagban, Kairótól kétszázötven kilométerre nyugati irányban található. A völgyben felbecsülhetetlen értékű fosszíliákat tártak fel, a legfontosabb közülük háromszáznyolcvan megkövesedett csontváz, a bálnák legkorábban kihalt alfajának maradványai. A kövületek homokkőben, márgában és mészkőben maradtak meg a történelem előtti Tethys-óceán mára napvilágra került aljzatának sziklarétegében. A helyszínen rekonstruálható az a folyamat, amely során a bálna szárazföldi állatból óceánlakóvá vált. A Bálna-völgy azért kiemelkedően fontos, mert az állatok törzsfejlődésének átmeneti korszakáról ad képet. A fosszíliák azoknak a ceteknek a maradványai, amelyek hátsó lábaik elvesztésének utolsó szakaszában voltak. Az ekkor élt cetfélék több, mint húsz méter hosszúak voltak, vízben vadásztak és feltételezhetően csak szaporodáskor jöttek ki a szárazföldre. A legrégebbi, ma is látható rétegek megközelítőleg negyvenmillió évesek, bennük bálnacsontvázak mellett cápafogakkal, valamint teknősök és krokodilok maradványaival. Ezek a más állatból származó kövületek segítenek a kor ökológiájának rekonstruálásában. |             |

| | Struve földmérő vonal |
| Észtország, Fehéroroszország, Finnország, Lettország, Litvánia, Moldova, Norvégia, Oroszország, Svédország és Ukrajna közös világörökségi helyszíne. |                       |
| Kulturális (I)(IV)(VI) |                       |
| Hivatkozás: 1187 |                       |
| A 19. századra a háromszögeléses módszer módszer már elérte azt a fejlettségi szintet, hogy rendszeresen alkalmazták a földméréseknél. Friedrich Georg Wilhelm von Struve német csillagász eldöntötte, hogy ezzel a módszerrel pontosan meghatározza a Föld formáját és nagyságát. A méréseket úgynevezett háromszögelési technikával, mérőpontok által meghatározott háromszöghálózat segítségével végezték. A munkát 1816-ban kezdték el és majdnem negyven évvel később 1855-ben fejezték be. A cél a tartui meridián, a Tartu városán áthaladó hosszúsági kör pontos megmérése volt. A tíz országon (Norvégia, Svédország, Finnország, Oroszország, Észtország, Lettország, Litvánia, Fehéroroszország, Ukrajna, Moldovai Köztársaság) áthaladó földmérő vonal a Jeges-tengertől a Fekete-tengerig húzódik, hossza 2820 kilométer, 258 háromszögből és 265 felsőrendű és 60 alsórendű pontból áll. A telepített mérési pontokból napjainkra 34 maradt meg. |                       |

| | A Radziwill család rezidenciája építészeti és kulturális komplexuma Nyaszvizsban |
| Fehéroroszország |                                                                                  |
| Kulturális (II)(IV)(VI) |                                                                                  |
| Hivatkozás: 1196 |                                                                                  |
| A Fehéroroszország délnyugati részén elhelyezkedő épületkomplexum 1939-ig volt a mágnáscsalád tulajdonában. A család a 15. századtól fontos szerepet játszott a politikai és a kulturális életben, erőfeszítéseiknek hála Nyaszvizs város igen befolyásossá vált. A kastély legrégebbi részét 1500 körül építették uradalmi laknak. Később egy hatszögletű udvar körül fejlesztették tovább, jelenleg tíz egybefüggő épületből áll és egy angolpark csatlakozik hozzá. Az épületen egyaránt felismerhetőek a keleti és a nyugati építészet stílusjegyei és fontos prototípusnak számít a közép-európai és az orosz építészet fejlődésében. A kastély magába foglalja a palotát, a képtárakat, a lakórészt és a fegyvertárat, ezek mindegyike a 16. századi erődítmény belsejében található. A helyszínhez hozzá tartozik még a Corpus Christi templom amit egy töltés köt össze a kastéllyal, valamint egy temető a családtagok sírjaival. A kastély a 20. században romos állapotba került, évekig tartó felújítás után újra látogatható. |                                                                                  |

| | Le Havre, Auguste Perret által újjáépített része |
| Franciaország |                                                  |
| Kulturális (II)(IV) |                                                  |
| Védett terület: 133 ha, puffer zóna: 114 ha, hivatkozás: 1181 |                                                  |
| Le Havre városát a második világháborúban 1944-ben egy bombázás során szinte teljesen elpusztították. Az újjáépítés 1946 és 1964 között zajlott Auguste Perret vezetésével. Az új városban meghagyták a néhány régi épületet és a modern várostervezéssel és építéstechnikával újjáépített településen a régi városszerkezet is felismerhető. Le Havre alaprajza 100 x 100 méteres négyzetrács mintát követ, az épületeket előregyártott szabvány betonelemekből építették meg és majdnem harmadára csökkentették az egy hektárra jutó népsűrűséget. A tágasabb városszerkezet kialakításakor állami bérlakásokat építettek és kihasználták a beton által nyújtott lehetőségeket. Az összkép ennek ellenére sem monoton. Leglátványosabb része a városháza egy tizennyolc emeletes toronnyal, valamint közigazgatási, kereskedelmi és kulturális központja. Jelentős építészeti alkotása a szintén modern Szent János-templom és a vásárcsarnok is. |                                                  |

| | Szoltánije |
| Irán |            |
| Kulturális (II)(III)(IV) |            |
| Védett terület: 790,14 ha, puffer zóna: 349,72 ha, hivatkozás: 1188 |            |
| A Teherántól körülbelül 250 kilométerre északra fekvő Szoltánije a mongolok által alapított Ilhán dinasztia fővárosa volt a 13. és a 14. században. A település kulcsfontosságú emléke az iszlám építészet fejlődésének. Szoltánije fontos kereskedelmi központ volt Ázsia és Európa között, befolyását egészen a 16-17. századig meg tudta őrizni, de ekkortól hanyatlani kezdett. A város legjelentősebb épülete Öldzsejtü ilhanida uralkodó 1302-12 között épített mauzóleuma, a mongol időszak egyik meghatározó építészeti alkotása. A nyolcszögletű mauzóleumot 50 méter magas, türkizkék fajansszal borított, kitámasztás nélküli kupola borítja, ez az iszlám építészet egyik legrégebbi dupla héjú kupolája. Átmérője körülbelül 25 méter, belül stukkó és bonyolult geometrikus mintázat díszíti, kívülről nyolc karcsú minaret veszi körül. Az épületet a Tádzs Mahal egyik előfutárának tartják. |            |

| | Bibliai lelőhelyek – Megiddó, Hácór, Beér-Seva |
| Izrael |                                                |
| Kulturális (II)(III)(IV)(VI) |                                                |
| Védett terület: 96,04 ha, puffer zóna: 604 ha, hivatkozás: 1108 |                                                |
| Izrael több mint kétszáz úgynevezett tell-települése közül Megiddó, Hácór és Beér-Seva a három legjelentősebb és amelyek komoly bibliai kapcsolatokkal rendelkeznek. A Kármel-hegy közelében található Meggidó az egyik legerősebb város volt Kánaánban és Izraelben. Az i. e. 3. és 2. évezredben az Egyiptom és Mezopotámia közötti útvonalat ellenőrizte. Az ásatások során húsz településréteget tártak fel. A város ivóvizét a halom aljáról fakadó forrásból biztosították amelyhez nyolcvan méter hosszú vízvezetéket építettek. A feltárt romok közé tartoznak Salamon király legendás istállójának maradványai is. A közel 200 hektáron elterülő Hácór volt a három település közül a legnagyobb, az i. e. 2. évezredben lakosainak száma elérhette a 20 000 főt is. Megmaradt emlékei a felsőváros és a védőfal nélküli alsóváros maradványai. Beér-Seva falmaradványai egy tervszerűen megépített városra utalnak, végleges formája nem fokozatos fejlődés eredménye volt. I. e. 1100-tól már megerősített hely volt. Az ovális alaprajzú települést utakkal három egyforma méretű lakónegyedre osztották, az utcák a főtérre vezettek, a város bejárata egy délre nyíló kapu volt. |                                                |

| | A tömjénút városai a Negev-sivatagban (Haluza, Mamshit, Avdat és Shivta) |
| Izrael |                                                                          |
| Kulturális (III)(V) |                                                                          |
| Védett terület: 6 655 ha, puffer zóna: 63 868 ha, hivatkozás: 1107 |                                                                          |
| A világörökségi helyszín a Tömjénút melletti ősi városokat (Haluza, Mamsit, Avdat és Shivta), valamint erődöket és karavánszerájokat foglal magába. Az egypúpú teve i. e. 3. századi, teherhordás céljára való háziasítása után új áruszállítási lehetőség nyílt meg és fellendült a kereskedelem az Arab-félsziget és a Földközi-tenger között. A tömjén- és mirhakereskedelem főleg az i. e. 3. és az i. sz. 2. század között virágzott, a rómaiak hatalmas mennyiséget vásároltak fel belőle füstölőkhöz, gyógyászati célokra és kozmetikumokhoz. Az itteni kereskedelem legnagyobb haszonélvezői a nabateusok voltak, Petra volt egyik legfontosabb központjuk. A sivatagon átvezető majdnem kétezer kilométeres út megtételéhez szükség volt a nabateusok speciális tudására. A helyszínhez tartozó városok a Negev-sivatagban helyezkednek el, legszebb emlékeik az i. e. 3. és az i. sz. 2. század közé datálhatók. A maradványok, köztük Avdat kiterjedt romterülete és a Nekarot-erőd romjai a tömjénkereskedelem fontosságát tükrözi. |                                                                          |

| | Siretoko-félsziget |
| Japán |                    |
| Természeti (IX)(X) |                    |
| Védett terület: 71 100 ha, hivatkozás: 1193 |                    |
| A félsziget Hokkaidó északnyugati részén található. A különleges éghajlatú világörökségi helyszínhez a félsziget közepétől a csúcsáig húzódó földterület, a Siretoko-fok és a környező tenger tartozik. Ez a legdélebbi terület ahol az északi féltekén befagy a tenger. A helyi tápláléklánc alapját a fitoplanktonok alkotják, az ökoszisztéma legfontosabb elemei a krill, különböző rákfélék, kisebb-nagyobb halfélék (köztük a lazac és a pisztráng), valamint a tengeri emlősök. Egyes veszélyeztetett tengeri és szárazföldi faj egyedei csak itt élnek. A térség Japán egyik legjobban megőrződött területe gerincét vulkánok alkotják amelyek látványos gejzíreket és termálmedencéket hoztak létre. Az ökoszisztémák tápanyagokban gazdagok, a félsziget partvidékén 223 halfajt írtak le és huszonnyolc féle tengeri emlőst. Veszélyeztetett állatfajai többek között a hokkaidói barna medve, a Steller-féle tengeri sas, az oroszlánfóka valamint különböző cetfajok. |                    |

| | Makaó történelmi városközpontja |
| Kína |                                 |
| Kulturális (II)(III)(IV)(VI) |                                 |
| Védett terület: 16,16 ha, puffer zóna: 106,79 ha, hivatkozás: 1110 |                                 |
| A nemzetközi kereskedelem fejlődésében stratégiai fontosságú Makaó a Kína és a nyugat közötti kapcsolatok egyik szimbóluma, a legkorábban európaiak által lakott város Kelet-Ázsiában. Már a portugálok érkezése előtt is ismert halász- és menedékhely volt. A terület a 16. század és 1999 között portugál fennhatóság alatt állt. A helyszín a Makaó-félszigetből, valamint Taipa és Coloane szigetekből áll. A történelmi belvárosban ötvöződnek a kínai és portugál stíluselemek. Már a 16. században katolikus templomok sora épült fel a területen, majd a 17. században védműveket emeltek a támadások ellen. A 19. század végén tehetős családok költöztek ide, majd 1949 után a Kínából menekülők egyik célpontjává vált. A város 1999 után lett újból Kínai Népköztársaság része. Két védett zónája van, az egyik terekből és épületekből áll a legfontosabb főút mellett, a másik a Goa-domb, az azonos nevű kápolnával, erőddel és világítótoronnyal. A város főterén a szökőkutak, kövezett sétálóutcák és feltűnő épületek közelében áll a Szent Pál-katedrális 19. században újjáépített homlokzata. Jelentős műemléképületnek számít a 16. században alapított Szent Domonkos-templom is. |                                 |

| | Cienfuegos történelmi központja |
| Kuba |                                 |
| Kulturális (II)(IV) |                                 |
| Védett terület: 70 ha, puffer zóna: 105 ha, hivatkozás: 1202 |                                 |
| Cienfuegos városát a 19. század elején alapították Kuba karib-tengeri partvidékén és 1830 körül fejlődött kikötővé. Az ország cukornád-, mangó-, dohány-, és kávétermesztésének egyik központjában lévő település José Cienfuegos spanyol kormányzóról kapta a nevét. A városnak jelentős bevételei származtak a kereskedelemből, valamint a viasz és fakitermelésből is. Cienfuegos szerkezete sakktábla alakot követ, gazdasági sikerei ellenére megőrizte egységes neoklasszicista jellegét, szerencsésen elkerülve a drasztikus változtatásokat. A várostervezők arra törekedtek, hogy egészséges lakókörnyezetet alakítsanak ki, az utcák így szélesek voltak, az épületek jelentős része pedig csak kétszintes, így sok természetes fényt kapott. Gondot fordítottak a közösségi terek észszerű elrendezésére is. A település legfontosabb épületei a 20. század első felében épült kormányzói palota, a San Lorenzo-iskola, a székesegyház, a Tomás Terry-színház és a Palacio de Ferrer. |                                 |

| | A Kaliforniai-öböl szigetei és védett területei |
| Mexikó |                                                 |
| Veszélyeztetett világörökségi helyszínek listájára került: 2019 |                                                 |
| Természeti (VII)(IX)(X) |                                                 |
| Védett terület: 688 558 ha, puffer zóna: 1 213 477 ha, hivatkozás: 1182 |                                                 |
| Az északnyugat-mexikói helyszín 244 szigetet, sziklaszirtet és partszakaszt foglal magába melyek összterülete körülbelül 18 000 négyzetkilométer, a fennmaradó része tengerfelszín. Összességében kilenc természetvédelmi területből, nemzeti parkból és bioszféra rezervátumból áll. Az öblöt és szigeteit az evolúció egyik természetes laboratóriumának tartják. A tájat erősen tagolt szigetek, magas sziklák és homokos partok jellemzik, gazdag növény és állatvilága mellett tudományos értékét főleg az adja, hogy majdnem minden jelentős oceanográfiai jelenség tanulmányozható a területen. A védett övezetekben eddig 695 edényes növényfajt azonosítottak, és kivételesen magas a halfajok száma is, 891, amelyek közül kilencven endemikus faj. A tengeri emlősfajok 39%-át és a bálnafélék egyharmadát is megfigyelték már az öbölben. Az itt dokumentált madárfajok száma kétszáz, ezek húsz rendhez tartoznak. Az emlősöket harminc faj képviseli, valamint a tengeri teknősök hét fajából öt megtalálható itt. A tengeri élet sokfélesége és tiszta vize miatt az öböl népszerű búvárhely is. A területen az illegális halászat miatt lecsökkent a kaliforniai disznódelfinek egyedszáma, ezért a helyszín felkerült a veszélyeztetett világörökségi helyszínek listájára. |                                                 |

| | Osun-Osogbo szent erdő |
| Nigéria |                        |
| Kulturális (II)(III)(VI) |                        |
| Védett terület: 75 ha, puffer zóna: 47 ha, hivatkozás: 1118 |                        |
| Az Oshogbo külvárosában található sűrű erdővel borított 75 hektáros körülkerített szent liget Dél-Nigéria utolsó megmaradt őserdőihez tartozik. A ligetet a joruba nép Osun termékenység-istennő lakhelyének tartja. A ligetben kanyargó folyó partján negyven szentélyt és kilenc kiemelt kegyhelyet alakítottak ki, ezeket a hívők szertartási ösvényeken keresztül közelíthetik meg. Oshogbo lakói minden év augusztusában elzarándokolnak erre a helyre. Az erdőben számos Oshun és más isten tiszteletére készített műtárgyat helyeztek el. Korábban Nigéria-szerte sok közösségnek volt saját istentiszteleti célra kialakított szent ligete, ezeket azonban a 20. század közepére vagy megszentségtelenítették, vagy kivágták a fáit, hogy legyen hely az ültetvényeknek. Ez a liget az osztrák Susanne Wenger képzőművész közbenjárásának köszönhetően maradt érintetlen. Az ő hatására egy újfajta vallásos művészet alakult ki a kultuszhelyen, ami ötvözte az afrikai és az európai stílusjegyeket. A liget a joruba identitás egyik szimbóluma, valószínűleg az utolsó ilyen hely a nép történelmében, ezért az éves zarándoklatok odavonzzák más joruba közösségek tagjait is. |                        |

| | Nyugat-norvégiai fjordok – a Geiranger-fjord és a Nærøy-fjord |
| Norvégia |                                                               |
| Természeti (VII)(VIII) |                                                               |
| Hivatkozás: 1195 |                                                               |
| A Norvégia déli részén található két fjord a leghosszabb és legmélyebb fjordok közé tartozik, meredek sziklafalaik 1400 méter magasra emelkednek, vizük eléri az 500 méteres mélységet. A délebbre fekvő Nærøy-fjord 100 kilométerre nyúlik be a szárazföldbe és viszonylag lapos tetejű hegyek veszik körül glaciális tavakkal és egy fennsíki gleccserrel. A 60 kilométer hosszú Geiranger-fjord alpesi jellegű hegyek között fekszik, a régióhoz tartozó Torvløysa-hegység 1850 méter magas, altalaja folyamatosan fagyott. Mindkét fjordnak a szárazföld belsejében lévő része a mélyebb, összeköttetésben állnak a nyílt tengerrel, és a jégkorszak végén megemelkedő tengerszint miatt vízzel töltődtek fel. A partvonallal párhuzamosan futnak majd beleolvadnak egy másik fjordrendszerbe. Jellegzetes cikkcakkos formájuk annak köszönhető, hogy törészónákra merőlegesen alakultak ki. Ezeket a cikkcakkokat függővölgyek alkotják, medrük 300-500 méterrel húzódnak a tengerszint alatt. A fjordok 1-2 kilométer szélesek, az oldalukon látható vízeséseket a közeli hegyekből alázúduló folyók vize táplálja. A területre egyaránt jellemző a lombhullató és a tűlevelű erdő, az emberi jelenlétre elhagyott nomád táborhelyek maradványai utalnak. |                                                               |

| | Siracusa városa és Pantalica nekropolisza |
| Olaszország |                                           |
| Kulturális (II)(III)(IV)(VI) |                                           |
| Védett terület: 898,46 ha, puffer zóna: 5 519,4 ha, hivatkozás: 1200 |                                           |
| A helyszín két részből áll, Siracusa ókori városközpontjából és a falakon kívül lévő Pantalica nekropoliszból. A terület kedvező klímájának köszönhetően már a történelem előtti időktől lakott volt. Siracusát korinthoszi telepesek alapították az i. e. 8. században és később a görög világ egyik legnagyobb városává fejlődött. Romjai Ortügia szigetén a mai belvárosban találhatók. Legfontosabb ókori emlékei egy tizenötezer férőhelyes színház, az i. e. 5. századi Athéna-templom maradványai amelyet később beleépítettek a katedrális falába, a római kori amfiteátrum és mellette II. Hierón oltárának alapja. A városban a mediterrán civilizációk csaknem háromezer évéből maradtak fenn emlékek, az ókor után bizánciak, muszlimok, normannok és különböző dinasztiák (például Hohenstaufen) alakították a városképet egészen a a Buorbonokig. Siracusa városközpontjától néhány kilométerre fekszik Pantalica nekropolisza, ahol az i. e. 13. és i. e. 7. század között körülbelül ötezer sírkamrát vájtak a sziklába az itt élő szikul törzsek tagjai. Közelében kőbányák is találhatók és bizánci romok is fennmaradtak. A sírkamrák egy részét később a keresztények kápolnának és lakóhelynek használták. |                                           |

| | Jaroszlavl történelmi városmagja |
| Oroszország |                                  |
| Kulturális (II)(IV) |                                  |
| Védett terület: 110 ha, puffer zóna: 580 ha, hivatkozás: 1170 |                                  |
| Jaroszlav, az úgynevezett Aranygyűrű egyik tagja körülbelül 300 kilométerre északkeletre fekszik Moszkvától. A ma is látható városképének jellegzetességei 17. századi templomai. A települést Bölcs Jaroszláv kijevi fejedelem alapította a 11. században a Volga és a Kotoroszl folyók összefolyásánál. Az itt álló favár közelében épült fel a 12. században a Megváltó színeváltozása- kolostor, később a hely vallási központ és fejedelmi rezidencia is volt, ezen kívül jelentős kereskedelmi központtá is fejlődött. Városközpontja 17. századi templomairól híres, ebben az időben a településen és környékén ötven templomot építettek. Nagy Katalin cárnő várostervezési reformja során a várost tűzvészek után a 18. században klasszicista stílusban újjáépítették, a munkálatok egészen 1830-ig tartottak. A korábbi templomok az új városterv részei maradtak, a település új középpontjában Illés próféta temploma áll (1650), innen indulnak ki sugárirányban a félkör alaprajzú város utcái. A régi épületek és a sugárutas várostervezés ötvözik a nyugat-európai és az orosz építészet stílusjegyeit. |                                  |

| | Coiba Nemzeti Park és annak különleges tengeri övezete |
| Panama |                                                        |
| Természeti (IX)(X) |                                                        |
| Védett terület: 270 125 ha, hivatkozás: 1138 |                                                        |
| A Panama partjaitól délnyugatra fekvő 4000 négyzetkilométer összterületű világörökségi helyszínhez maga a Coiba sziget, harmincnyolc kisebb sziget és az ezeket körülvevő tengeri övezetek tartoznak. Ezt a térséget eddig megkímélték az El Niño viharai és hőmérséklet ingadozásai, ezenkívül védett a hideg szelektől is. A szigetek évezredek óta nem tartoznak a szárazföldhöz, ezért trópusi esőerdeiben egyedülálló fajok és alfajok élnek itt. Ezek közé tartozik a coibai aguti, illetve sok bőgőmajom-, oposszum-, és fehérfarkú szarvasalfaj. Az elszigeteltség miatti új fajokat eredményező evolúciós folyamatokat természettudósok tanulmányozzák, a terület egyfajta természetes laboratóriumnak tekinthető. A természetvédelmi terület más veszélyeztetett állatoknak is élőhelyet biztosít, közülük a karvalysas az ország többi részén már kihalt. A part melletti vizek állatvilága is rendkívül gazdag, itt található a második legnagyobb korallzátony a Csendes-óceán középső-keleti részén. Az itteni tengeröblök jellegzetes állatai az óriásráják és több cápafaj, valamint Csendes-óceán keleti régiója felől érkező nyíltvízi halak és tengeri emlősök. |                                                        |

| | Dongphajajen–Khaujaj erdőegyüttes |
| Thaiföld |                                   |
| Természeti (X) |                                   |
| Védett terület: 615 500 ha, hivatkozás: 590 |                                   |
| Az erdőegyütes 230 kilométer hosszan húzódik a Khorat-fennsík déli szélétől a kambodzsai határig és négy nemzeti park tartozik hozzá. Összterületük 6000 négyzetkilométer, ahol körülbelül 800 állatfaj él. Elhelyezkedése egy hegyes-dombos vidéken 100 és 1350 méter tengerszint fölötti magasság között váltakozik. Vegetációs övezetei az esőerdőtől a füves vidékekig terjednek. Az erdőegyüttes nemzetközileg is jelentős az itt élő állatfajok védelme szempontjából, melyek közül 19 sérülékeny, 4 veszélyeztetett, 1 pedig kritikusan veszélyeztetett. 112 emlősfaj él itt köztük két gibbonfaj, közel négyszáz madárfaj, 200 hüllő- és kétéltűfaj. A legveszélyeztetettebb emlősei az elefánt, amelynek egy 200 egyedből álló populációja él az erdőben, valamint számos macskafajta, a ködfoltos párduc, a tigris, a márványfoltos macska, a szikmár (a tigris egyik rokona), vagy a csak itt élő ázsiai aranymacska. A veszélyeztetett madarak közé tartozik a réznyakú galamb, a bíbormálinkó, a zöld páva, a foltoscsőrű pelikán és a sárgafejű marabu. |                                   |

| | Kunya-Urgencs |
| Türkmenisztán |               |
| Kulturális (II)(III) |               |
| Hivatkozás: 1199 |               |
| Az Észak-Türkmenisztánban az üzbég határ közelében fekvő Kunya-Urgencs legkorábbi emlékei az i. e. 6. vagy az i. e. 5. századra, a korai Akhaimenida Birodalom idejére datálhatók. Az i. sz. 1. században jelentős kereskedelmi központ volt. 712-ben arabok foglalták el, majd 995-ben a Hvárezmi Birodalom fővárosa lett. A birodalom 1194-ben érte el legnagyobb kiterjedését, amikor az általa uralt terület a Kaszpi-tengertől a Perzsa-öbölig terjedt. Ekkor a város Közép-Ázsia második legjelentősebb települése volt Buhara után. 1220-ban a mongolok lerombolták, de néhány év alatt újjáépült. A 14. század végén Timur hódításainak idején ismét romba dőlt, de lakosai végleg csak a 17. században hagyták el. A világörökségi helyszín három részből áll. A déli terület mecseteket, egy karavánszeráj kapuit, erődítményeket, mauzóleumokat és egy hatvan méter magas minaretet foglal magába, ezek mind a 11. és a 16. század között épültek. Az északi rész egy temető, közepén három mauzóleummal, míg a harmadik terület a város nyugati felén álló műemlékek összessége. Urgencs legszebb műemléke a nyolcszögű, húsz méter magas kupolával rendelkező Turabek Hanim-mauzóleum, ami a szúfi vallású uralkodó dinasztia temetkezési helye volt. A város korabeli épületei komoly művészi érzékről és szakértelemről tanúskodnak, hatásuk Irántól Afganisztánig kimutatható, és még a 16. században is hatottak az indiai Mogul Birodalom művészetére. |               |